# Relations entre la Colombie et le Venezuela
Les relations entre la Colombie et le Venezuela sont des relations internationales s'exerçant entre les deux États sud-américains de Colombie et du Venezuela. 

## Histoire des relations colombo-vénézueliennes

### Origines
Elles remontent au XVIe siècle lorsque les colons de l'Empire espagnol s'installent à Santa Marta (aujourd'hui la Colombie) et en Nouvelle-Andalousie (aujourd'hui le Venezuela). Les deux pays partageaient une histoire commune sous la Grande Colombie de Simón Bolívar, dissoute au XIXe siècle.

### Époque contemporaine
Depuis, les relations entre les deux États ont vacillé entre coopération et tensions, principalement dues au conflit armé colombien. Par ailleurs, le 11 août 1987, elles sont marquées par un bref incident frontalier lorsque la frégate Caldas de la marine colombienne a refusé de se retirer des eaux territoriales disputées entre les deux pays, le Venezuela envoyant une escadre de General Dynamics F-16 Fighting Falcon. Toutefois, le combat ne sera pas engagé.
En 1991, la Colombie et le Venezuela signent la Comisión mixta para el control del tráfico de estupefacientes, un accord prévoyant une lutte conjointe contre le trafic de drogues.
Rafael García, ex-chef du service informatique du service de renseignement colombien, le Département administratif de sécurité (DAS), a affirmé que l’ancien chef du DAS, Jorge Noguera, avait rencontré en 2004 des chefs paramilitaires colombiens et des opposants vénézuéliens afin d'organiser un « plan de déstabilisation » et l’assassinat d'Hugo Chávez.
Le 1er mars 2008, l'armée colombienne attaque les FARC près de la frontière avec l'Équateur lors de l'opération Phénix qui résulta en la mort de Raúl Reyes. Après le raid, les analyses d'ordinateurs pris aux FARC montrent la persistance d'une collaboration entre officiels vénézuéliens (armée et renseignement) et rebelles colombiens : les premiers facilitent la conclusion de contrats d'armement et facilitent les déplacements des seconds sur le territoire vénézuélien, ce en dépit des dénis répétés d'Hugo Chávez depuis l'opération contre Raul Reyes. En 2011, le rapport de l'IISS détaille les relations entre les FARC et le Venezuela, d'après notamment les données prises lors du raid fait contre Raul Reyes.
Éclate alors une crise diplomatique avec le Venezuela, Hugo Chávez annonçant déployer des troupes à la frontière colombienne et mettant en garde qu'une « incursion colombienne serait un casus belli » et décrit la Colombie comme « l'Israël de l'Amérique latine », à laquelle s'ajoutent des tensions avec l'Équateur qui mobilise également ses troupes. Le gouvernement colombien annonce toutefois qu'il ne mobilisera pas son armée.
La guérilla de l'ELN a par ailleurs réalisé plusieurs incursions dans les années 2000 sur le territoire vénézuélien, poussant le gouvernement d'Hugo Chávez à prendre des mesures afin de sécuriser sa frontière. Les relations diplomatiques sont formellement rompues le 22 juillet 2010 après qu'Álvaro Uribe a accusé officiellement le Venezuela d'héberger des bases rebelles des FARC et de l'ELN sur son territoire mais sont restaurées le 10 août de la même année après l'arrivée au pouvoir en Colombie du président Juan Manuel Santos.
D’après une étude menée en 2007, 4,2 millions de Colombiens vivent au Venezuela, après avoir généralement fui l'insécurité en Colombie.  Lors d'un recensement effectué en 2011 au Venezuela, le nombre de Colombiens dans le pays était de 721 791, mais selon une étude de l'Université de Rosario, de moins en moins de Colombiens émigrent au Venezuela. Ce chiffre a également été réduit lorsque le gouvernement de Maduro a expulsé plusieurs groupes de Colombiens et démoli leurs maisons en 2015.
Radicalement opposé au gouvernement vénézuélien, le président colombien élu en 2018 Iván Duque n'exclut pas une forme d'intervention armée contre lui. Il décide également d'unir ses efforts à ceux de l'administration Trump pour isoler diplomatiquement le Venezuela, renverser son gouvernement et y « rétablir la démocratie ».
En février 2019, des membres de l'organisation Los Rastrojos, issue de la démobilisation des Autodéfenses Unies de Colombie, aident l'opposant vénézuélien Juan Guaidó (qui s'était en janvier proclamé président du Venezuela avec le soutien notamment des États-Unis et de la Colombie) à franchir illégalement la frontière colombienne. Il est ensuite reçu par le président Iván Duque.
La frontière entre les deux pays est rouverte en septembre 2022.
En novembre 2022, le président colombien Gustavo Petro effectue une visite officielle à Caracas. 